# Iulian Mițchevici
Iulian Mițchevici a fost un politician moldovean, ales în Sfatul Țării. 

## Sfatul Țării
Iulian Mițchevici, de naționalitate ucrainean, a fost ales în Sfatul Țării de către Organizația națională a ucrainenilor.